# Rudné doly Sarkander a Barbora
Rudné doly Sarkander a Barbora je památkově chráněná montanistická oblast na jihovýchodním svahu Hornických skal na jih od Zlatých Hor v okrese Jeseník. Zahrnuje šachty a komíny na povrchu a chodby, dobývky a kamenné povaly v podzemí středověkých rudných dolů. Ministerstvem kultury České republiky byly v roce 1994 prohlášeny kulturní památkou ČR.

## Historie
V lokalitě se nachází původní komplex středověkých zlatých dolů s dalším pozdějším dobýváním. K ložisku Barborka byla vytesána úklonná šachta a nad ní je dochovaný větrací komín. Barborka je propojena s horní štolou Sarkander 40 m dlouhým komínem. Další štola v komplexu byl Josef. V roce 1864 měl propůjčeny důlní míry Johann Sarkander majitel chemické továrny Moric Richter z Vrbna, který na ložisku těžil pyrit a chalkopyrit k výrobě kyseliny sírové. Po roce 1952 byl proveden průzkum lokality, která byla zahrnuta do dobývacího prostoru Zlaté Hory–Hornické skály (ZH–HS). V osmdesátých letech 20. století byl otevřen dobývací prostor ZH–HS štolou Josef v nadmořské výšce 771 m a zahájena pravidelná těžba polymetalických rud..
V podzemí zůstaly zachovány kromě dobývky, chodeb, ručně sekaných komínů i zbytky technického zařízení. Ve štole Sarkander je zachován poval s ručním rumpálem a v komplexu dřevěná korýtka pro odvádění vody. Podzemí není přístupné, při sanaci byly ústí štol zasypány odvalovým materiálem. 